# Ray Comfort
Ray Comfort, född 5 december 1949, är en nyzeeländsk-amerikansk pastor och evangelist. Han är grundare till Living Waters Publications och The Way of the Master, har skrivit ett antal böcker och producerat en rad dokumentärfilmer. 

## Tidig biografi
Comforts mor var av judisk härkomst men föräldrarna var icke-religiösa. Han slutade skolan vid 17 års ålder och började arbeta på en bank. Han blev pånyttfödd kristen vid 22 års ålder och blev senare pastor i Christchurch och predikade i stadens Speakers' Corner. Han började också föreläsa internationellt och 1989 blev han inbjuden att arbeta vid Calvary Chapel i Kalifornien.

## Evangelistisk verksamhet

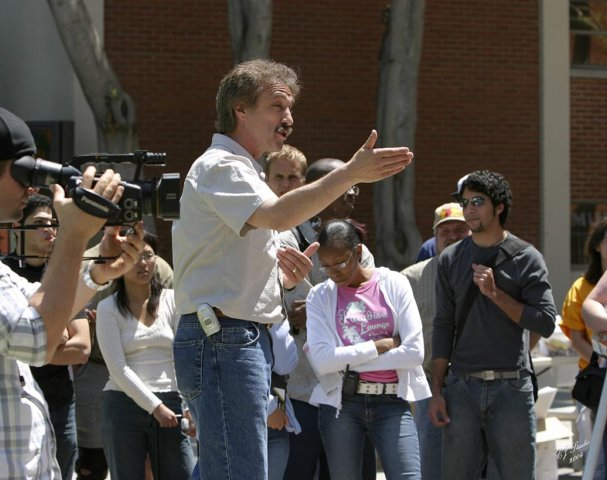
Ray Comfort predikar på gatan.

Enligt Comfort är det en mycket liten andel av dem som sägs ha konverterat till kristendomen som förblir aktivt kristna, och detta beror på att de inte förstår vad det innebär att "Jesus dog på korset för dina synder" för att de inte anser sig vara syndare. Comfort konfronterar därför personerna med de tio budorden för att visa att de är syndare enligt Guds moraliska standard och därför behöver frälsning. Comfort använder denna taktik med folk på stan. Dessa samtal filmas ofta för TV-programmet The Way of the Master som Comfort leder tillsammans med Kirk Cameron.
Comfort har deltagit i olika debatter; en av de mer kända är en TV-sänd debatt 2007 där Comfort och Cameron debatterade mot Rational Response Squad med Martin Bashir som moderator. 
Comfort är kreationist och har, bland annat i ett avsnitt om ateism i The Way of the Master, anfört en banan som bevis på att den är konstruerad för att passa i människans hand och lätt kunna öppnas. För detta har han fått utstå en del förlöjligande (och öknamnet "The Banana Man") från meningsmotståndare, som bland annat påpekat att moderna bananer är framavlade av människor och att vilda bananer ser helt annorlunda ut.
Comfort har utformat ett antal gospeltraktat som säljs genom Living Waters. Han har också skrivit ett stort antal böcker, bland annat The Way of the Master, God Doesn't Believe in Atheists, Evolution: A Fairytale for Grownups och You Can Lead an Atheist to Evidence, But You Can't Make Him Think.
2009 distribuerade Comfort en redigerad och nedkortad utgåva av Charles Darwins Om arternas uppkomst med ett 50 sidor långt förord med kreationistiska argument mot evolution.
Comfort har också skrivit en bok om The Beatles' förhållande till religion - The Beatles, God & The Bible (WND Books 2012, ISBN 9781936488551). Han har också skrivit böcker om Albert Einsteins och Adolf Hitlers förhållande till religion.

### Filmer
Comfort har också producerat en rad kortfilmer. 2011 släppte han  en film med titeln 180: Changing the Heart of a Nation. Den blev uppmärksammad och fick kritik från The Huffington Post för att jämföra aborter med Förintelsen. Därefter har han producerat Genius (2012), Evolution vs. God: Shaking the Foundations of Faith (2013), Noah (2014) och The Atheist Delusion (2016). Filmerna, som finns upplagda på YouTube, består i stor utsträckning av Comforts samtal med folk han träffar på stan. Sedan 2013 är han också programledare för The Comfort Zone with Ray Comfort som sänds via internet. 2015 lanserade han sin första spelfilm, Audacity, som han skrivit och producerat (dock ej regisserat). Den drygt 50 minuter långa filmen behandlar ämnet homosexualitet och väver ihop en spelfilmshandling med Comforts typiska intervjuer med folk på stan.
Comforts/Living Waters filmer brukar göras tillgängliga för nedladdning mot betalning under en viss period och därefter laddas upp på Youtube.